# Mittelmühle (Nürnberg)

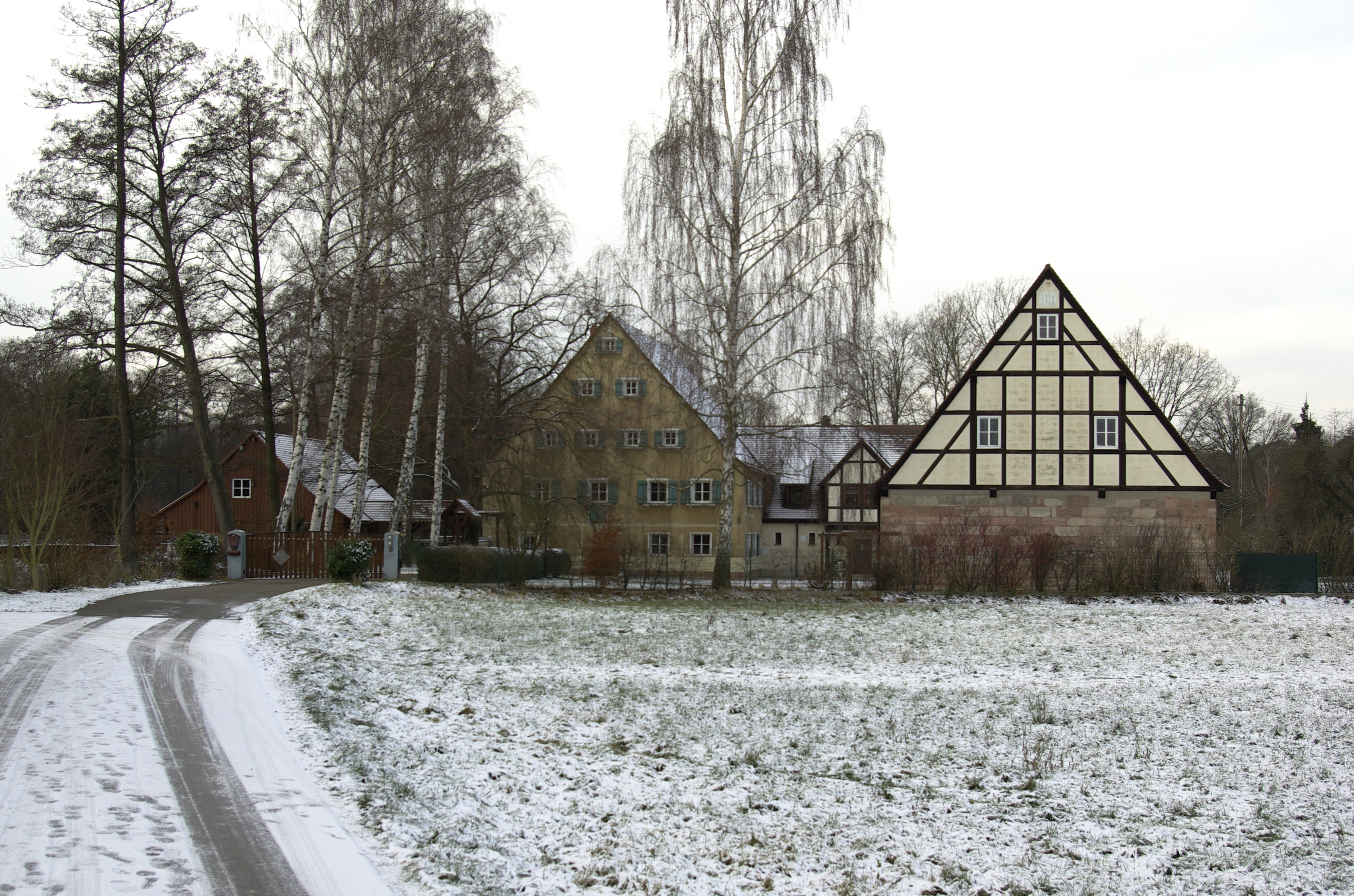
Die Mittelmühle in Kleingründlach (2012)

Mittelmühle (fränkisch: Middlmiel) ist ein Wohnplatz der kreisfreien Stadt Nürnberg. 

## Geographie
Die an der Gründlach gelegene ehemalige Einöde ist heute als Haus Nr. 2 des Mittelmühlwegs aufgegangen.

## Geschichte
1363 wurde Mittelmühle erstmals urkundlich erwähnt. Flussabwärts befindet sich die Königs- oder Untermühle, flussaufwärts die Obermühle.
Gegen Ende des 18. Jahrhunderts gehörte die Mittelmühle zur Realgemeinde Kleingründlach. Das Hochgericht übte die Reichsstadt Nürnberg aus, was vom brandenburg-bayreuthischen Oberamt Baiersdorf bestritten wurde. Die Grundherrschaft über die Mühle hatte die Siechkobelstiftung St. Johannis der Reichsstadt Nürnberg. Unter der preußischen Verwaltung (1792–1806) des Fürstentums Bayreuth erhielt die Mittelmühle die Hausnummer 5 des Ortes Kleingründlach.
Von 1797 bis 1810 unterstand der Ort dem Justiz- und Kammeramt Erlangen. Im Rahmen des Gemeindeedikts wurde Kleingründlach dem 1813 gebildeten Steuerdistrikt Bruck und der im selben Jahr gegründeten Ruralgemeinde Eltersdorf zugeordnet. 1912 wurde Mittelmühle nach Großgründlach umgemeindet.
Am 1. Juli 1972 wurde die Mittelmühle im Zuge der Gebietsreform in Bayern nach Nürnberg eingemeindet.

### Baudenkmal
- Mittelmühlweg 2: Mittelmühle, zweigeschossige Mühlen- und Wohngebäude, im Kern aus dem 17. Jahrhundert

### Einwohnerentwicklung
| Jahr      | 001818 | 001840 | 001861 | 001871 | 001885 | 001900 |
| Einwohner | 8      | 6      | *      | 10     | 10     | 9      |
| Häuser    | 2      | 1      |        |        | 1      | 1      |
| Quelle    | [ 7 ]  | [ 8 ]  | [ 9 ]  | [ 10 ] | [ 11 ] | [ 12 ] |

## Religion
Der Ort ist seit der Reformation evangelisch-lutherisch geprägt und nach St. Laurentius (Großgründlach) gepfarrt. Die Einwohner römisch-katholischer Konfession sind nach St. Hedwig (Großgründlach) gepfarrt.